# Абсурдизъм
Във философията „Абсурдното“, се отнася за конфликтът между човешката склонност да търси ценности и смисъл в живота и човешката неспособност да намери такива в безцелната, безсмислена или хаотична и ирационална вселена. Вселената и човешкият ум не предизвикват Абсурдното поотделно, а вместо това, Абсурдното се появява поради противоречивата природа на двете, съществуващи едновременно.
Като философия, абсурдизмът изследва фундаменталната природа на Абсурдното и как човек трябва да реагира, след като го осъзнае. Според Абсурдисткият философ и писател Албер Камю има три варианта на реакции при среща с абсурда : самоубийство, фалшив смисъл под формата на религия или бунт срещу абсурда като той препоръчва последното. Абсурдисткият философ Албер Камю смята, че хората трябва да насърчават абсурдното състояние на човешкото съществуване и да живеят пълноценно животът си без нуждата от много мечти и амбиции  вместо това да живеят  в и за момента. Камю пише в есето си Митът за Сезиф "...усилието е достатъчно да запълни сърцето на човека". 
Абсурдизмът споделя някои концепции и общи теоретични виждания с Екзистенциализмът и Нихилизмът. Началото му дава Данският Философ Сьорен Киркегор, който се изправя срещу кризата, която хората срещат в Абсурдното, създавайки своя собствена екзистенциална философия. Абсурдизмът, като система от вярвания се ражда от Европейското екзистенциалистко движение, което последва, особено когато Камю отхвърля някои аспекти от тази философска линия на мисълта и публикува есето си Митът за Сизиф. Последиците от Втората световна война, осигуряват социална среда, която стимулира абсурдистките възгледи и позволява тяхното развитие, особено във Франция.

## Обзор
В абсурдистката философия, Абсурдното е резултат на фундаменталната дисхармония между индивидуалното търсене на смисъл и безмислието на вселената. Като същества търсещи смисъл в безсмисления свят, хората имат три начина за справяне с дилемата. Сьорен Киркегор и Албер Камю описват решенията в трудовете си. Те са респективно:
Самоубийство (или „избягване на съществуването“): решение при което човек приключва живота си. И Киркегор и Камю отричат легитимността на този вариант. Камю казва, че тя не се противопоставя на Абсурдното. Вместо това с приключването на собственото си съществуване, човек само прави съществуването си по-абсурдно.
Религиозно, духовно или абстрактно вярване в трансцендентно пространство, същество или идея: решение включващо вярата в съществуването на реалност отвъд Абсурдното, придаваща смисъл на съществуването. Киркегор казва, че вярата във всичко отвъд Абсурдното изисква ирационален, но вероятно необходим „наклон“ към нематериалното и емпирично недоказуемото. Въпреки това, Камю се отнася към това решение като към „философско самоубийство“.
Приемане на Абсурдното: решение в което човек приема абсурдното и продължава живота си въпреки него. Камю подкрепя това решение, вярвайки че с приемането на Абсурдното, човек може да постигне най-голяма свобода. С непризнаването на всякакви религиозни или морални ограничения и с противопоставянето си срещу Абсурдното (чрез създаване на смисъл), докато същевременно осъзнава неспособността си да го спре, човек може да намери удовлетворение, чрез преходния личен смисъл, конструиран в процеса. Киркегор, от друга страна нарича това решение „демонична лудост“.

## Връзка с екзистенциализма и нихилизма
Абсурдизмът произхожда от разклоненията на екзистенциализма и нихилизма, възникнали през 20 век; споделя някои важни отправни точни и с двете движения, но също така достига до различни заключения. И трите философски движения се появяват в отговор на човешкото страдание и объркване при сблъсъка с Абсурдното: нуждата от намирането или създаването на смисъл в безсмисления свят. Това е единствената прилика между трите движения. Екзистенциалистите защитават конструкцията за смисъла на живота на всеки индивид, както и свободната воля на личността. Нихилситите, противоположно на това, претендират, че е безсмислено да търсиш смисъл там, където такъв няма. Абсурдистите, следвщи формулировката на Албер Камю, допускат съществуването на някакъв смисъл в живота, но не с такава убеденост както екзистенциалистите или тотално отхвърляне на нихилистите.